# Oberonia lotsyana
Oberonia lotsyana är en orkidéart som beskrevs av Johannes Jacobus Smith. Oberonia lotsyana ingår i släktet Oberonia och familjen orkidéer. Inga underarter finns listade i Catalogue of Life.